# Riccardo Giacconi
Riccardo Giacconi (Genova, 6 ottobre 1931 – San Diego, 9 dicembre 2018) è stato un astrofisico italiano naturalizzato statunitense, co-vincitore del Premio Nobel per la fisica nel 2002 "per i contributi pionieristici all'astrofisica, che hanno portato alla scoperta di sorgenti cosmiche di raggi X".

## Biografia
Nasce a Genova il 6 ottobre 1931, figlio unico di Antonio, proprietario di una piccola azienda, e di Elsa Canni, insegnante di matematica e fisica. Nel 1939 i genitori si separano e Riccardo segue la madre a Cremona (città natale) e Milano dove insegna nel Liceo scientifico Vittorio Veneto che egli stesso poi frequenterà.
Studia e si laurea in Fisica all'Università Statale di Milano con Giuseppe Occhialini, specializzandosi nella ricerca dei raggi cosmici. Su suo consiglio, nel 1956 si trasferisce negli Stati Uniti. Dal 1958 inizia a collaborare con l'Università di Princeton, poi è chiamato da Bruno Rossi presso l'AS&E (American Science and Engineering) con un programma per lo sviluppo di ricerca sui raggi X cosmici, e comincia a progettare strumenti di rilevazione. 
Nel 1962 scopre Scorpius X-1, prima sorgente extraterrestre nota di raggi X. Nel 1970 si occupa del lancio del satellite Uhuru, con cui si apre l'esplorazione del cielo profondo a raggi X. Grazie a questa ricognizione del cielo sono state scoperte 339 stelle che emettono raggi X, fra cui Cygnus X-1 e Vela X-1.
Nel 1973 Giacconi diviene direttore dell'Harvard Smithsonian Center for Astrophysics, portando avanti il progetto HEAO-2 di un telescopio raggi X in orbita, quello che più avanti sarà battezzato Osservatorio Einstein. Ha ricoperto contemporaneamente le cariche di professore di fisica e astronomia (1982-1997) e di ricercatore (dal 1998) alla Università Johns Hopkins.
Dal 1993 al 1999 riveste l'incarico di Direttore generale del European Southern Observatory (ESO).
Nel 2002 viene insignito del Premio Nobel per la Fisica per i suoi contributi pionieristici all'astrofisica nella zona non visibile dello spettro elettromagnetico, che hanno portato alla scoperta delle prime sorgenti cosmiche in raggi X. 
È stato "Principal Investigator" (P.I.) per il progetto Chandra Deep Field-South con il Chandra X-ray Observatory della NASA.
Muore a 87 anni, il 9 dicembre 2018, lasciando sua moglie Mirella Giacconi, le sue figlie Anna e Guia, e i nipoti Alexandra e Colburn. Suo figlio Mark era già venuto a mancare precedentemente.

## Riconoscimenti
Premi
- Premio Helen B. Warner per l'Astronomia (1966)[13]
- Medaglia Bruce (1981)
- Henry Norris Russell Lectureship (1981)
- Premio Dannie Heineman per l'astrofisica (1981)[14].
- Medaglia d'Oro della Royal Astronomical Society (1982)
- Premio Wolf (1987)
- NASA Distinguished Public Service Medal (1993)[15]
- Premio Nobel per la Fisica (2002)
- Medaglia Nazionale della Scienza (2003)
- Medaglia Karl Schwarzschild (2004)
- Premio Capo d'Orlando (2005)[16][17]
- Carl Sagan Memorial Award (2012)[18]

Intestazioni
- Asteroide 3371 Giacconi
- USS Giacconi nella settima puntata della terza stagione di Star Trek: Discovery

## Opere
- (EN) Riccardo Giacconi e Wallace Tucker, The X-Ray Universe, Cambridge, MA: Harvard University Press, 1985.
- L'universo a raggi X, di R. Giacconi e W. Tucker, Oscar Arnoldo Mondadori Editore 2003 ISBN 88-04-52014-0